# ورشر، کبک
ورشر (به فرانسوی: Verchères) شهری در منطقه شهری مارگریت-دیوویل ناحیه مونترژی در استان کبک کانادا است. در سرشماری سال ۲۰۱۱ این شهر ۵٬۱۰۳ نفر جمعیت داشته‌است و مساحت آن ۷۲٫۷۷ کیلومتر مربع است.